# Osphya
Osphya är ett släkte av skalbaggar som beskrevs av Johann Karl Wilhelm Illiger 1807. Osphya ingår i familjen brunbaggar.
Släktet innehåller bara arten Osphya bipunctata.